# William Henry Toms
Pour les articles homonymes, voir Toms.

Le Bethlehem Hospital, image destinée au History of London (1739) de William Maitland.

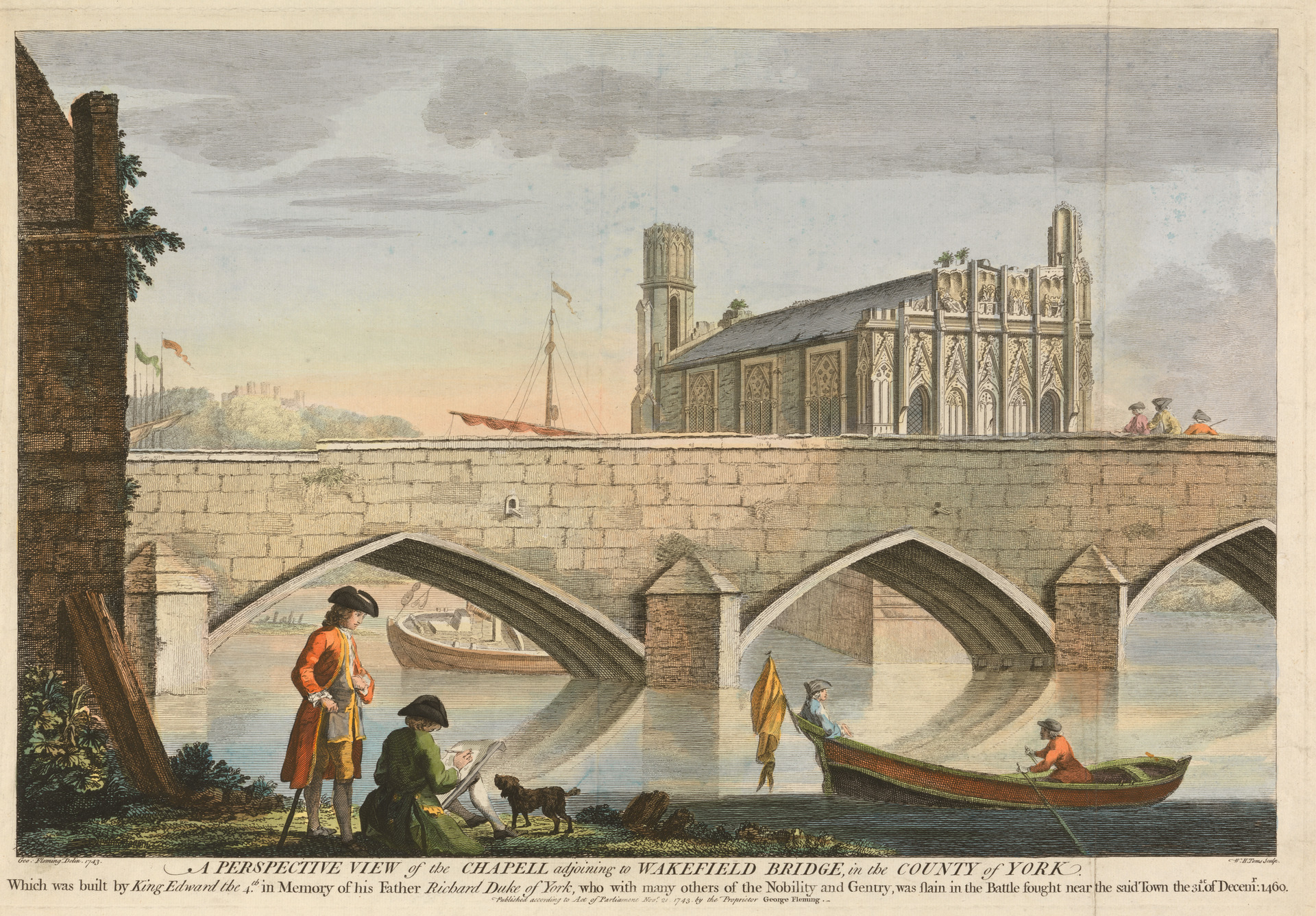
A Perspective View of the Chapel Adjoining Wakefield Bridge, gravure rehaussée (1743).

William Henry Toms (vers 1700 - Londres, 1765) est un graveur et marchand d'estampes britannique d'origine anglaise.

## Biographie
William Henry Toms naît vers 1700.
Graveur, il travaille sur des portraits, des ex-libris, des paysages et des bâtiments. Parmi ses œuvres, figurent les planches de l'ouvrage de Robert West sur les églises londoniennes intitulé Perspective Views of All the Ancient Churches in London (1736-1739). En 1741, il travaille avec Thomas Badeslade sur un atlas, le Chorographia Britanniae définit comme étant « un nouvel ensemble de cartes de tous les comtés d'Angleterre et du Pays de Galles » ; les cartes sont republiées le 29 septembre 1742, avec des noms de lieux supplémentaires. 
Parmi les apprentis de Toms, figure le graveur et éditeur John Boydell. 
W. H. Toms vécut à Masham Street à Londres, et il est le père du peintre Peter Toms. William Henry Toms meurt en 1765.